# Fiul omului (roman)
Fiul omului (engleză: Son of Man) este un roman științifico-fantastic de Robert Silverberg prima oară publicat în 1971 de Ballantine Books. 

## Prezentare
Clay este un om din secolul al XX-lea care este prins de fluxul temporal și călătorește miliarde de ani în viitor unde se întâlnește cu omenirea în formele sale viitoare. Unele dintre problemele discutate în carte sunt sexualitatea, comunicarea telepatică între oameni, puterea fizică sau fragilitatea, diviziunea oamenilor după caste sau abilitate, păstrarea înțelepciunii antice etc.